# Pszczyna
Pszczyna (antiguamente Pless) es una localidad polaca del voivodato de Silesia.

## Toponimia
Su nombre en polaco es Pszczyna. Anteriormente era conocida como Pless.

## Geografía
Está ubicada al sureste de Opole.

## Historia
A mediados del siglo XIX era descrita como una villa de Prusia, en la provincia de Silesia. Tenía por entonces una población de 2827 habitantes.